# اچ‌ام‌اس ریپون (۱۷۵۸)
اچ‌ام‌اس ریپون (۱۷۵۸) (به انگلیسی: HMS Rippon (1758)) یک کشتی بود که طول آن ۱۵۵ فوت (۴۷٫۲ متر) بود. این کشتی در سال ۱۷۵۸ ساخته شد.